# Grünt
 (février 2025).
Grünt est une série d'émissions de hip-hop, principalement francophone, diffusée sur YouTube, où plusieurs rappeurs se succèdent dans des sessions de freestyle. Depuis sa création en 2012, Grünt est devenu un passage incontournable du rap français, révélant de nombreux talents et mettant en avant des figures confirmées du genre.
Dans le premier épisode, mis en ligne le 31 janvier 2012, figuraient Nekfeu, Keroué, Lomepal et James Legalize. Les sessions sont généralement animées par Jean Morel et les instrumentaux sont mixés par Costo.

## Historique et impact
Grünt s'est imposé comme une plateforme influente du hip-hop francophone, mettant en avant des artistes émergents et confirmés. Chaque session dure entre 30 minutes et 1 heure, avec des performances en direct sur des instrumentaux inédits. Certaines éditions ont été enregistrées à l'étranger dans le cadre du Grünt Tour, mettant en avant des scènes rap locales.
En 2022, Grünt a innové en enregistrant une session en live sur scène au Bataclan, un concept inédit pour l’émission. En 2023, Wallace Clever a marqué les esprits avec un freestyle de 34 minutes, révélant une nouvelle génération d'artistes.

## Liste des Grünt
Voici une sélection des épisodes les plus marquants :  
Grünt #1 (2012) – Avec Nekfeu, Keroué, Lomepal, James Legalize.
Grünt #8 – Présence notable d’Alpha Wann, Caballero, JeanJass, Georgio, Lomepal.
Grünt #11 – Record d’écoutes avec 115.5K vues, réunissant Nekfeu, Alpha Wann, Georgio, Lomepal, Doums.
Grünt #15 – Avec PLK, Deen Burbigo, Caballero, Doums, JeanJass, Ormaz.
Grünt #20 – Spécial Panama Bende, avec 56.5K vues.
Grünt (Live Bataclan) #2022 – Avec ISHA, Limsa d'Aulnay, premier Grünt filmé en live.
Grünt (Wallace Clever) #2023 – Mise en avant d’une nouvelle génération avec Sheldon, Sto, Keroué.
La liste complète est disponible sur [Genius](https://genius.com/albums/Grunt/Grunt).

## Top 5 des rappeurs les plus présents
Certains rappeurs sont devenus des habitués de Grünt, y apparaissant à plusieurs reprises :  
Nekfeu – Présent dans Grünt #1, #11, #12, #25.
Alpha Wann – Présent dans Grünt #4, #8, #11, #15.
Lomepal – Présent dans Grünt #1, #2, #8, #11.
Georgio – Présent dans Grünt #8, #11, #18, #42.
Doums – Présent dans Grünt #2, #15, #18, #55.

## Moments clés des meilleurs Grünt
Certains épisodes sont restés gravés dans l’histoire du rap français :  
2015 – Josman gagne en crédibilité : Avec S.Pri Noir, 3010 et Eazy Dew, Josman impressionne et gagne en notoriété.
2015 – Nekfeu, retour au hip-hop pur : Juste après FEU, il livre une session légendaire avec Doums et Ormaz.
2020 – Limsa d'Aulnay en freestyle brut : En featuring avec Lesram et Georgio.
2021 – Luv Resval relève le défi du Grünt solo : Un challenge réussi avant la sortie de Étoile Noire.
2022 – B.B. Jacques, entre poésie et gimmicks : Après Nouvelle École, il impose son style et son gimmick “FUCK OFF”.
2022 – ISHA sur la scène du Bataclan : Premier Grünt enregistré en live, avec une performance marquante de Limsa d'Aulnay.
2023 – Wallace Clever et la nouvelle génération : Un freestyle de 34 minutes révélant Sheldon, Sto, Keroué.

## Importance culturelle
Grünt joue un rôle essentiel dans la mise en lumière de nouveaux artistes et l’évolution du freestyle dans la culture hip-hop. L’émission permet non seulement de découvrir des talents émergents mais aussi de voir des rappeurs confirmés évoluer dans un cadre plus libre et authentique.

## Formats

### Grünt
Les sessions freestyles durent entre 30 minutes et 1 heure. La plupart des instrumentaux ont été choisis et mixées par Costo, à l'exception de quelques épisodes. Pour la majorité des émissions, un rappeur a été choisi pour être l'artiste rap principal et de ce fait il peut choisir les autres invités. Pour les autres épisodes, un collectif hip-hop a été sélectionné et les membres du groupe sont donc les invités.
Plus récemment, dans le but de faire découvrir le rap d'ailleurs, une certaine ville ou pays sera le critère principal de sélection des artistes. Le Grünt Tour, qui contient deux Grünts et quelques entrevues, a pour objectif de faire entendre les artistes hip-hop du Maroc, de la Côte-d'Ivoire du Mali et du Sénégal.

### Grünt d'Or
Avec le soutien du Centre national de la musique, Grünt a lancé le premier Grünt d'Or le 7 novembre 2019. Les Grünt d'Or sont caractérisés par le fait d'être tournés sur une scène et d'être souvent diffusés en direct. Ce format se veut plus éclectique dans la musique qu'il propose, allant du Boom bap de Benjamin Epps à Bonnie Banane.

### Süre Mesure
En collaboration avec Radio Nova, les Süre Mesure sont des sessions de freestyle diffusées sur YouTube et en direct à la radio, ce qui fait la différence majeure avec les Grünts.